# Васильєвка (Біляєвський район)
Васи́льєвка (рос. Васильевка) — село у складі Біляєвського району Оренбурзької області, Росія.

## Населення
Населення — 177 осіб (2010; 239 у 2002).
Національний склад (станом на 2002 рік):
- казахи — 43 %
- росіяни — 26 %